# Sam Nujoma
Samuel Daniel Shafiishuna "Sam" Nujoma (12 de maig de 1929 - 8 de febrer de 2025) va ser el primer president de Namíbia. Va prendre possessió del càrrec en 1990 i va ser reelegit en 1994 i 1999 abandonant la presidència el 2005.
Va ser el president de SWAPO (Organització Popular de l'Àfrica Sud Occidental), dirigint la lluita guerrillera contra l'ocupació de Sud-àfrica.
Sud-àfrica administrava el territori mitjançant la seva política d'apartheid (divisió) on els millors recursos estaven reservats als blancs, mentre els namibians eren fins i tot reclosos en reserves.
Com a dirigent del SWAPO, Nujoma va ser elegit president després d'unes eleccions supervisades per l'ONU el 1989.
Nujoma va modificar la constitució de Namíbia per poder continuar un tercer mandat de 5 anys en 1999. Va guanyar les eleccions amb un 76,8% dels vots. Aquesta constitució no li va permetre presentar-se en 2004, per la qual cosa al març de 2005 va lliurar el poder al seu successor, Hifikepunye Pohamba.
Nujoma va iniciar una reforma agrària, ja que gran part del país està encara en mans de la minoria blanca, i va involucrar al seu país en la guerra internacional entorn de la República Democràtica del Congo, anomenada per alguns autors Primera Guerra Africana, i que va costar la vida a més de 2.000.000 de persones.
Nujoma va néixer en el nord del país, a Ongandjera, part de Ovamboland. La seva mare, Kuku Helvi-Mpingana Kondombombolo, era coneguda com "l'àvia de la nació". Va viure fins als 108 anys, i va morir el 26 de novembre de 2008.